# التقدم (الإسماعيلية)
التقدم إحدى قرى مركز القنطرة شرق التابع لمحافظة الإسماعيلية بجمهورية مصر العربية.